# 宰日子下湖
宰日子下湖位于中国青海省西南部治多县境内，由北部宰日子下沙丘而得名，又称野马川湖。湖面海拔4787米，长8.8公里，平均宽1.42公里，面积12.5平方公里。湖水主要依赖西部地表径流补给，集水区面积580平方公里。夏季丰水期从东部出流注入楚玛尔河，属于长江源头上的季节性外流湖。